# Audi 200
Audi 200 je automobilem vyšší střední třídy, který v letech 1979 až 1991 vyráběla německá automobilka Audi. Vyrábělo se jako sedan nebo kombi. Technicky vycházelo z Audi 100, ale bylo lépe vybavené a mělo výkonnější motory. Jeho nástupcem bylo Audi S6.

## První generace C2
Audi 200 C2 se vyrábělo od roku 1979 do roku 1982. K dispozici bylo s motorem 2,1 litru o výkonu 100 kW nebo přeplňovaný turbodmychadlem o výkonu 125 kW.

### Rozměry
- Délka – 4694 mm
- Šířka – 1768 mm
- Výška – 1389 mm
- Rozvor – 2677 mm
- Hmotnost – 1260 kg

## Druhá generace C3

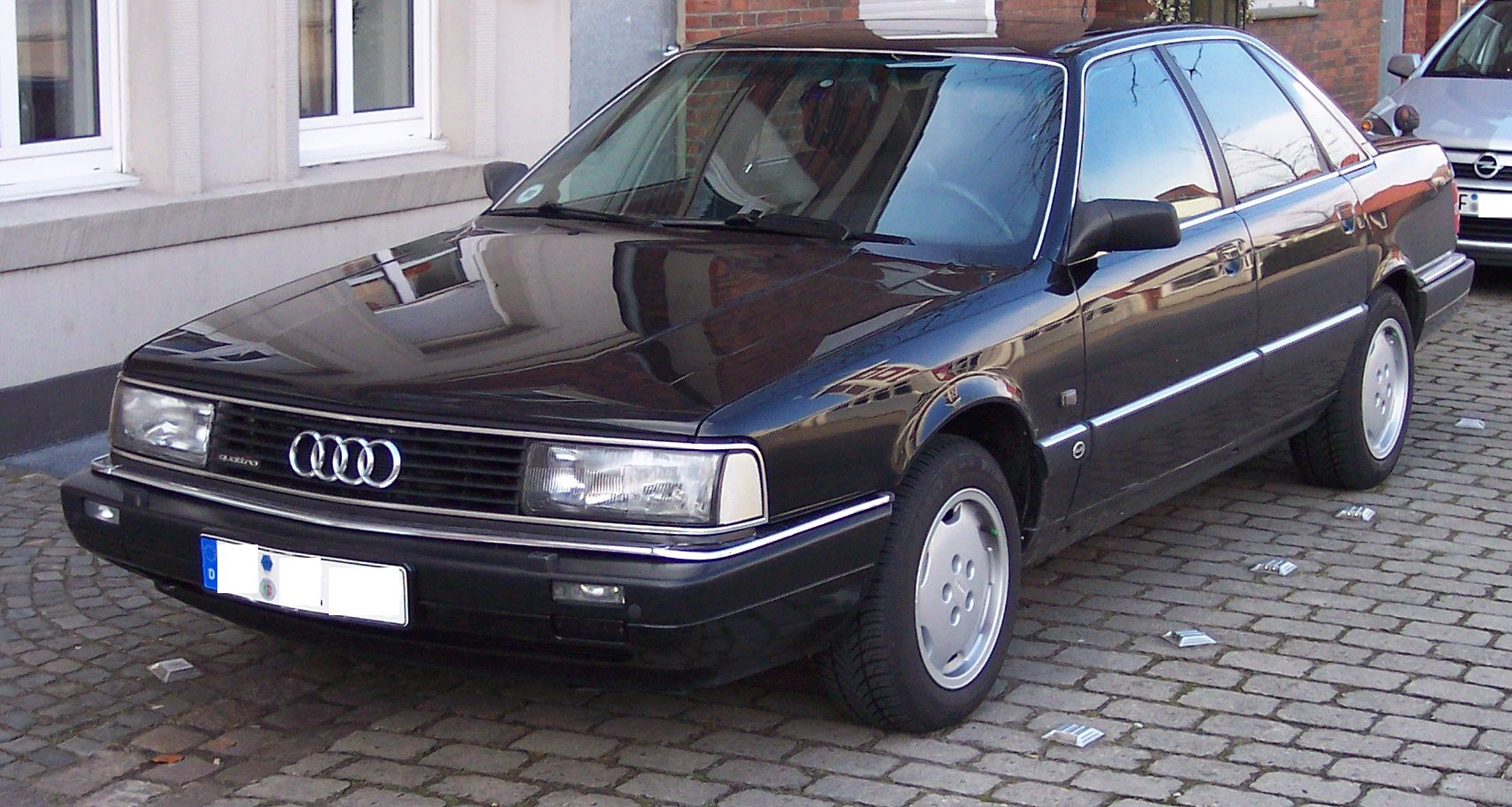
Audi 200 C3

Audi 200 C3 se vyrábělo od roku 1982 do roku 1991, kdy bylo nahrazeno modelem Audi S4/S6 C4 . K pohonu sloužily motory o objemech 2,1 až 2,3 litru.

### Rozměry
- Délka – 4807 mm
- Šířka – 1814 mm
- Výška – 1422 mm
- Rozvor – 2687 mm
- Hmotnost – 1260–1520 kg

### Motory
Počet válcu 5 ventilu na válec 2
- 2,1l 100 kW „WC“
- 2,2l 101 kW „KU“
- 2,3l 100 kW „NF“

Počet válců 5 ventilu na válec 2
- 2,2l Turbo 121 kW „MC“
- 2,2l Turbo 134 kW „KG“
- 2,2l Turbo 147 kW „1B“
- 2,2l Turbo 140 kW „2B“
- 2,2l Turbo 140 kW „MB“

Počet válcu 5 ventilu na válec 4
- 2,2l Turbo 162 kw „3B“
- 2,2l Turbo 162 kw „RR“

## Závodní verze

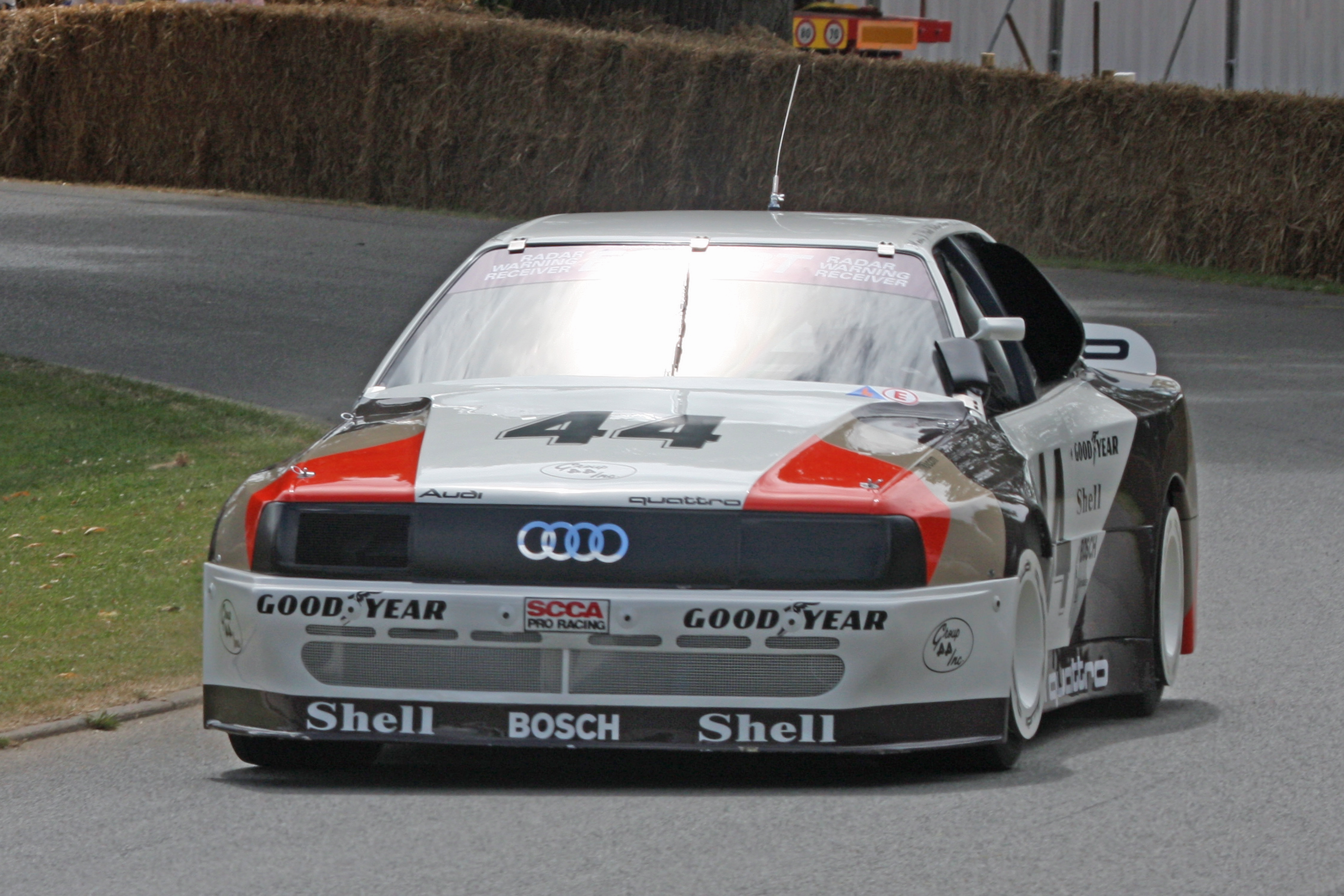
Audi 200 Quattro Trans Am

Vozy Audi 200 Quattro se pravidelně a úspěšně účastnily šampionátu cestovních vozů.
Současně je tým Audi Sport nasazoval i na podniky rallye v sezoně mistrovství světa v rallye 1987. V této sezoně získal tým jediné vítězství na Safari Rallye 1987. Úspěšným pilotem byl Hannu Mikkola.